# Estany Morera
L'Estany Morera és un llac glacial a 2.379 m d'altitud, a la capçalera de la vall Fosca, al Pallars Jussà, al nord-oest del poble de Cabdella, en el terme municipal de la Torre de Cabdella. Pertany al grup de llacs d'origen glacial de la capçalera nord-oriental del riu de Riqüerna a través del barranc de Francí, al voltant del Pic Salado.
La seva conca està formada a llevant pel Tossal Tancat, sota de la qual es troba.
Rep les seves aigües de l'Estany de Cogomella, al nord, i de l'Estany Grenui, al nord-oest. S'aboca en l'Estany Tapat, que queda al seu sud-oest. La seva conca està formada a llevant per la Serra Tancada, sota de la qual es troba. És dels estanys que disposa d'una presa per tal d'ampliar la capacitat de la seva conca.

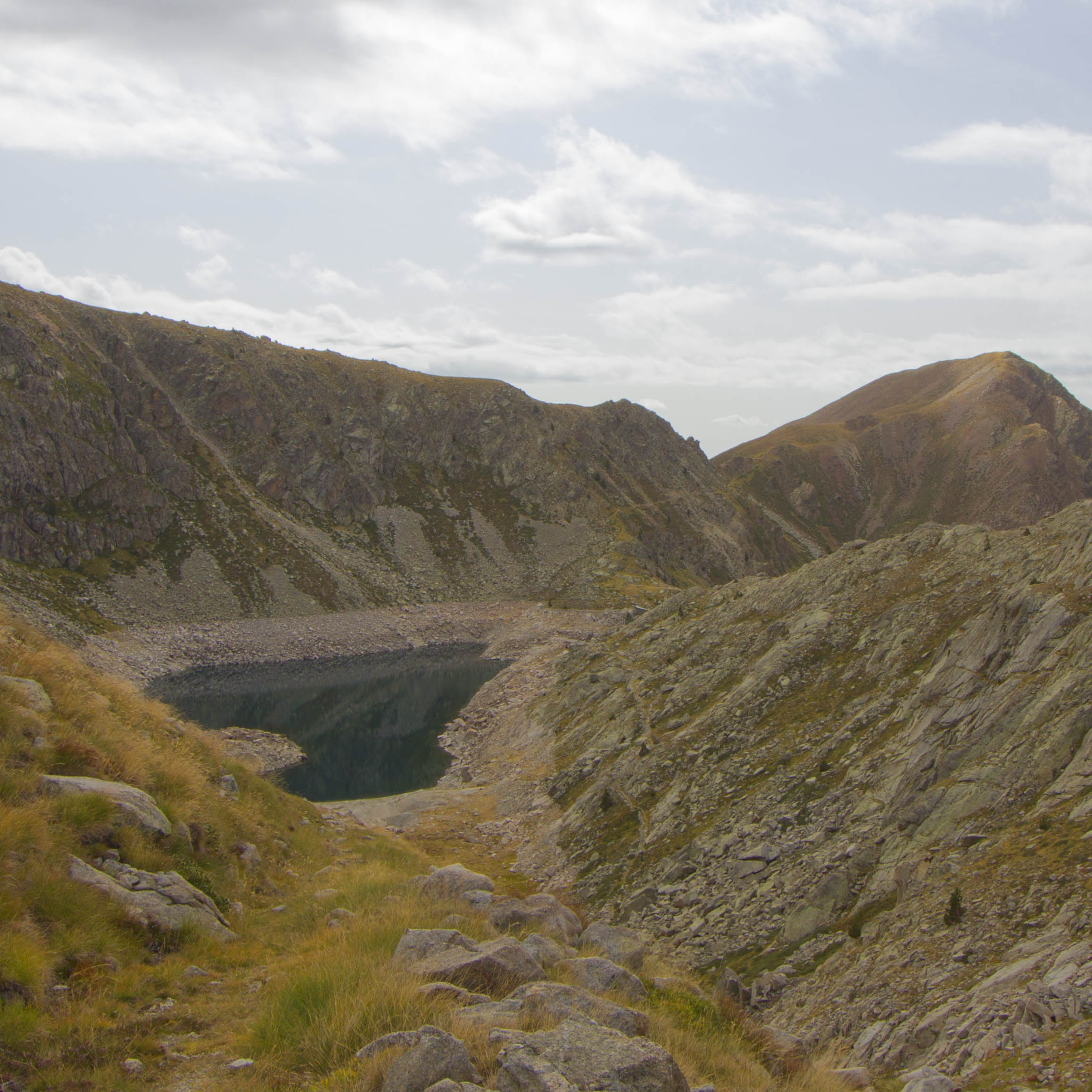
Cua de l'estany Morera